# テイルズ オブ クレストリア
『テイルズ オブ クレストリア』（TALES OF CRESTORIA、略称：TOC / テイクレ）は、バンダイナムコスタジオおよびKLab、トライエースが開発し、バンダイナムコエンターテインメントより配信されていたスマートフォン用ゲームアプリ。サービス期間は2020年7月16日 - 2022年2月7日。基本プレイ無料（アイテム課金制）。
「テイルズ オブ シリーズ」のスマートデバイス向けタイトルのひとつ。ジャンル名は「愛しき咎我人（なかま）と出会うRPG」。

## 概要
『テイルズ オブ リンク』『テイルズ オブ アスタリア』『テイルズ オブ ザ レイズ』と同様にスマートフォンを対応機種とするが、それらがシリーズキャラクターとともに冒険する「追体験」がメインテーマとなっていたのに対し、本作は新規のオリジナルキャラクターによる物語が描かれる。シリーズキャラクターは主人公たちを助ける「キーキャラクター」として登場する。
テーマは「罪」。罪を背負い、その罪を断罪しようとする者達に追われながらも、自分の大切なものの為に生きる者達の物語を描く。
本作のアニメーションムービーは、コンセプトティザーを神風動画が手掛ける。主題歌はゲスの極み乙女。の「蜜と遠吠え」。
当初は2019年内の配信を予定していたが、同年10月にクオリティアップを理由として2020年へと延期、同年7月にサービスが開始された。
2022年2月7日14時をもってサービスを終了。ゲーム内でのメインストーリーは第10章までとなるが、サービス終了以降もゲームとは異なる形による継続を検討するものとしている。

## ストーリー
全ての人間に「ビジョンオーブ」所持が義務付けられた世界。
村を治める修道士を父に持つカナタは、父が運営する孤児院で育った少女ミゼラにほのかな恋心を抱いていた。
だが、運命の夜、ミゼラは悲劇に見舞われる。彼女を救う為にカナタは重大な罪を犯し、ミゼラもまた、彼を救う為に罪を犯す。結果、ビジョンオーブを通じて人々から制裁を受ける事を望まれた二人は、罪の刻印を刻まれた「咎我人（とがびと）」として執行者に追われる事になってしまう。
絶望的な状況の中、二人は世界から忌み嫌われ恐れられる存在「咎我鬼（とがおに）」であるヴィシャスと出会い、「罪に飲まれるか、罪を喰らうか」の選択を迫られる。
この問いかけに、二人は罪を背負って生きていく覚悟を決め、「ブラッドシン」を発現。安息の地を求めて、彼と共に旅をする事になる。

## 登場キャラクター

### パーティキャラクター
カナタ・ヒューガ (Kanata Hjuger)
声 - 天﨑滉平
男性 / 15歳 / 身長162cm / 1月15日生まれ
本作の主人公。村を治める修道士の一人息子で、弱きものは守らんとする強い正義感の持ち主だが、素直過ぎる言動故に敬遠される事も。
ビジョンオーブの仕組みを信頼していたが、とある事情で自身が罪人になった事で世界の歪さに気付く。
彼の犯した「罪」は、ミゼラを守る為に彼女を売ろうとした父・コーディを殺した事。
刻印の位置は右の掌、ブラッドシンは大剣「親殺しの剣（ブレイズオイディプス）」。
ミゼラ (Misera)
声 - 石川由依
女性 / 14歳 / 身長155cm / 9月6日生まれ
本作のヒロイン。カナタの父親の修道院で育った孤児で、常に自分を見失わない芯の強さと、カナタを救う為には手段を択ばない危うさを併せ持つ。
カナタと共にヴィシャスに救われ、共に旅立つが、カナタを悪い道に誘おうとする咎我鬼のヴィシャスには強い敵意を向ける。
彼女の犯した「罪」は、自身を救おうとして父殺しの罪を犯したカナタを守る為に彼の罪の痕跡が残る孤児院を焼き払い、結果ネイシュを死なせてしまった事。
刻印の位置は左の掌、ブラッドシンは炎の魔法陣「焼滅の炎（デッドエンドフレア）」。
ヴィシャス (Vicious)
声 - 内田雄馬
男性 / 年齢不詳（外見年齢22歳） / 身長184cm / 5月17日生まれ
「咎我鬼（とがおに）」と呼ばれ、世界から憎まれて恐れられている存在の青年。「自身の好きに生きる」がモットーで、飄々とした性格。
とある場所を探す旅の途中で、咎我人となったカナタとミゼラを救い、旅に同行。二人の助けとなる、特別な力を持っている。
外見年齢よりもかなり長い時を生きており、また、普通の人間ならば致命傷となる傷を受けても死なない等、謎が多い。
刻印の位置は腹部、ブラッドシンは二丁拳銃「終わりなき痛み（エバーペイン）」。
イージス・アルヴァ (Aegis Alver)
声 - 鈴木達央
男性 / 18歳 / 身長172cm / 11月23日生まれ
非の打ち所のない美形騎士で、ミダスメグール王国の若き騎士団長。正しい事を重んじる清廉潔白な性格だが、故に頭が固いところも。
ビジョンオーブに絶対の信頼を置き、罪人となったカナタ達を追い、彼らの前に立ちはだかる。
彼の犯した「罪」は、表向きはミダスメグール王妃レベッカの殺害だが、それは冤罪で実際は中途半端な優しさでレベッカに接し続けた結果、彼女に彼への叶わぬ愛を抱かせた果てに死なせてしまった事。
刻印の位置は左胸、ブラッドシンは槍「不貫の邪恋（フラジャイルハート）」。
ユナ・アゼッタ (Yuna Azetta)
声 - 佐倉綾音
女性 / 17歳 / 身長163cm / 6月20日生まれ
敏腕ジャーナリストの女性。明るい性格で、ノリですぐ嘘をついたりする。
関西弁のような独特な方言を用いた軽口が絶えずテキトーに見える面もあるが、信条である真実の追求の為なら危険な行為に及ぶ一面も。裏稼業の情報屋としてヴィシャスに協力している。
恰好は着物を着て長めの足袋を履き巻が高い草履を履いている。
彼女の犯した「罪」は、周囲に齎す影響に気づかずに、棘のある表現で真実とペネロペの演技の評価を伝えた事。
刻印の位置は舌、ブラッドシンは斬糸「絡みつく嘘（ラブ&ライ）」。
オウレン・グランバーグ (Orwin Granberg)
声 - 安元洋貴
男性 / 34歳 / 身長181cm / 4月21日生まれ
気さくな性格のくたびれた男性。常にやる気がなく、基本的にはダメ人間なので生活能力はない。
妻のニーナと10歳になる娘のアウラがいるが、自身は基本的に働いておらず、殆ど妻の働いた金で暮らしている。
彼の犯した「罪」は、最愛の妻が魔物であった事実に目を背け、瀕死の妻を彼女自身の同意があったとはいえ手にかけた際、娘に真実を何も説明しなかった事。
刻印の位置は左目、ブラッドシンはナックル「愛故に血で濡れた拳（ロストファミリー）」。

### 世界の秩序を司る存在
マキナ (Machina)
声 - 悠木碧
女性 / 年齢不詳（外見年齢10歳） / 身長120cm
執行者を統べる少女。通常の執行者より遥かに強い力を持つ。咎我人に対してどんな残虐な事をしても眉ひとつ動かさず、いつでも笑顔を絶やさない。
キャスク (Kasque)
声 - 野中藍
女性 / 年齢不詳（外見年齢24歳） / 身長160cm
神々しい雰囲気をたたえる、黒い肌の女性。ビジョンオーブによる監視の仕組みを作り出した女神。
性格は神らしかぬ面倒くさがりで、気怠げな口調。
フォルテ (Forte)、アシッド (Acid)
声 - 赤羽根健治（フォルテ）、小田久史（アシッド）
男性 / 19歳
ミダスメグール国王ゲイデルに仕える双子の兄弟。フォルテが兄で、アシッドが弟。杖を武器とし、フォルテは魔術、アシッドは棒術を主体に戦う。
10年前に山賊に両親を殺されてから、自分達の正しさを証明する為に修行を重ねる。それからは自らを「神の使徒」と名乗って神キャスクの降臨を目論み、カナタ一行とカナタの妹ソニアをその為の生贄にし、彼女を唆して執行者と一体化させる。
結果ソニアの生贄はカナタ達に阻止されたもののキャスクの降臨自体は成功した。

### マスコット
ニッキュ
声 - 仙台エリ
「幻の生き物」と噂されているが、詳細は不明。稀に人の言葉が理解しているかのような反応を示す事がある。

### サブキャラクター
コーディ・ヒューガ
声 - 桐本拓哉
カナタとソニアの父で、修道士。孤児院を運営しており、ダーチア村を収める村長の役割もこなす。
貧しい村にお金や食料を分け与えたり孤児を引き取り育て里親を世界中を精力的に巡って探す等、人格者として知られており、我が子たちからも慕われていた。だが裏ではその孤児に非人道的な扱いをしていたのみならず、人身売買で奴隷や慰み者として売り払い、その金で村を運営していた。
ある日、ミゼラがその標的となり、その事実と彼の裏の顔を知ってしまったカナタによって、ミゼラを守る為に殺された。
ナッシュ
声 - 森下由樹子
コーディの運営する孤児院で暮らす少年。悪戯好きな性格。ネイシュという妹がいる。
最初は何も知らないカナタにコーディと孤児院の実態及びミゼラの危機を知らせるも、孤児院が火事になった際にネイシュを失い、それをカナタの犯行だと勘違いし、彼が父殺しで咎我人にされた際、コーディの裏の顔を知っていながらも「執行」を果たす為に黙っていた。真犯人がミゼラと判明した際は、彼女の「執行」を願い、彼女を咎我人にする。
その後も彼らの「執行」を願って再会当初はアシッドとフォルテに協力していたが、コーディの本性を知らず利用されるソニアを見兼ねて彼女に真実を話し、彼女を救うことに貢献し、その後はカナタ達の計らいでエレノアに保護された。
ネイシュ
ナッシュの妹で共に孤児院に暮らしていた。
ミゼラが孤児院を放火した際は、彼女の配慮で一度は他の子供たちと共に事前に避難させられたが忘れ物を取りに戻った結果逃げ遅れて命を落とし、この悲劇がきっかけでミゼラは咎我人となった。
ゴードン
声 - 各務立基
本編冒頭で発生した強盗傷害事件の犯人。当初はナッシュがその犯人として疑われたが、彼がゴードンの犯行の証拠をビジョンオーブに記録していた為、それを転映されて咎我人となり、執行者に粛清された。
ゲイデル・クオール
声 - 星野充昭
ミダスメグール王国の国王。原作では「ゲイデル」単体の名前のみの表記だったが、コミカライズ版では「ゲイデル・クオール」というフルネームが明かされた。執行者から逃げている咎我人をはじめとする様々な悪人を、世界各地に騎士を派遣して捕縛・粛清しており、世間からは英雄としてもてはやされている。
しかし、性的嗜好に関しては見境がなく、器量の良い者達を性別問わず王の権力で無理やり召し上げている。王妃のレベッカもその中の一人にすぎない。
レベッカと懇意にしているイージスを疎んでおり、レベッカがカナタ達に協力して亡命を図った際に彼女を殺害。その際、イージスがレベッカの手を取る様をビジョンオーブに転映し、彼を咎我人におとしめた。
レベッカ
声 - 金子有希
ミダスメグール王国の王妃。若く美しい容姿をしており、ゲイデルとはかなり年が離れている。
元々は貧しい農家の出身だったが、彼女の美しさに目を止めたゲイデルに見そめられて王妃となる。王妃となった最初こそ喜んでいたが、現在は王の本性および自由がない状況を悲観しており、それを知ったイージスが彼女を労わった事で彼と懇意になり、淡い愛を抱くようになる。
カナタ一行がゲイデル率いる騎士団に追われた際、行動を共にし、亡命を図るが、ゲイデルに発見されて彼の配下の騎士によって致命傷を負い、イージスからの愛を求めながら息を引き取った。
ガレウス・テンドル
コミカライズ版で新たに登場した人物。ミダスメグール騎士団の副長。鉄の塊のように強靭で巨大な体格を持つ男性。口調は荒々しく団長のイージスに対しても砕けた口調で話しており、その際には参謀のネイヴァーから注意を受けている。また、初期設定の性別は女性であった。
ネイヴァー・ギャン
コミカライズ版で新たに登場した人物。ミダスメグール騎士団の参謀で、水の刃を操る褐色肌の魔術師の男。
ウルベ・カースナイト
コミカライズ版で新たに登場した人物。ミダスメグール王国の宰相。イージスがレベッカと親しく接している事について快く思っていない。
バーザム
ミダスメグール王国の看守長で、コミカライズ版で新たに登場した人物。看守長である自身を正義そのものとし、捕らえた囚人を悪の権化とみなしている。そのような彼の「正義は何をしても自由」という考えの下、囚人に対して日々非人道的な扱いを繰り返している。
ニンファ
声 - 佐藤正治
罪の国の長である老人。魔導師アイビスが罪の国を作った際、その時に居た咎我人の中で年長だった為に、アイビスから長の役目を与えられる。
カナタ達を温かく迎え入れるが、マキナ率いる執行者の一団が罪の国に攻め入った際、マキナに殺された。
セネガル
声 - 沢木郁也
ノースマインの領主。敵対するサウスヴィーンを滅ぼす為にルークを親善大使として送り込んで大地の守り神を殺させ、それによる大地の崩落でサウスヴィーンを滅ぼし、その生き残りも配下の兵士に皆殺しにさせた。
その際、嘘を吹き込んでビジョンオーブの裁きからは逃れるが、一部始終を見届けていたヴィシャスによって引導を渡された。
マーズ・スロート
人間と魔物の融合実験を行っている研究者。かなりのマッドサイエンティストで、コーディによって売られた人間や咎我人を実験体に使っていた。
その実験で多数の死者及びエミルをはじめとする実験の被害者を出したうえ、失敗して死亡した被験者を「廃棄品」「ゴミ」と呼んではばからず、その事実を知ったカナタ達に魔物を差し向けるも退けられる。それでもなお反省の色を見せず自説を展開した為、カナタ達によって引導を渡され、新たな犠牲者が出ないように研究資料も廃棄された。
ペネロペ・クルーバー
声 - 庄司宇芽香
ユナの幼馴染で、世界を股にかける大女優。母のバーネットも大女優として知られており、母から演技の指導を受けていた。更に父のゲニッツは舞台演出家と、芸能一家で生まれ育つ。だが、ゲニッツは彼女が小さい頃に過激かつ差別的な舞台を手掛けた事が原因で咎我人にされ、彼女達の元を離れ、後にマーズの実験の被験体にされて死亡。バーネットは10年前に、ペネロペへの演技指導が折檻を頻繁に加える虐待じみたものであり、ペネロペを救いたいと思ったユナによってその様子をビジョンオーブに記録されて咎我人となり、ペネロペの目の前で粛清されている。
実は心臓に持病を抱えており、それでもなお精力的に舞台に立ち続けている。
ソニア
声 - 長縄まりあ
ノカーナ村に暮らす生まれつき盲目の少女。実はコーディが外に作ったカナタの妹であり、愛する父を殺したカナタの「執行」を強く願っている。
その感情をアシッドとフォルテに利用され、執行者と一体化した存在となり、「神の降臨」の為の生贄にされてしまうが、ミゼラとナッシュからコーディの「真実」を聞かされて動揺しつつも「執行」の感情が薄まった事で、執行者との意思の乖離が発生し、分離。カナタ達に救出され、エレノアに保護された。
アイビス
罪の国を作ったとされる女魔導師。本人曰く「しがない旅の魔導師」。ソニアとは顔見知りで現在はノカーナ村にて彼女の面倒を見つつ暮らしている。ヴィシャスが鬼の力を解放と同時に暴走していた際に登場し、彼の力を静めた。
エスヴァニラ
ビジョンオーブの制度を否定する流れの魔導士。執行を強く願った人間の深層心理を暴くべく「真眼の魔導石」のある場所へと連行していた。
ニーナ・グランバーグ
オウレンの妻。パン屋で働いており一家の稼ぎ手を担う。夫のだらしなさは否定しないが、それでも彼を素敵な人と評し、確かな愛情は持ち合わせている。
その正体はマナを用いて人間に変化する能力を持つ生き肉を食らう魔物。子供の頃にオウレンに一目惚れしたことから人間を食さないことを誓い、人間に害をなす魔物の肉を喰らうことで衝動と飢えを満たしていた。
アウラ・グランバーグ
オウレンとニーナの娘。10歳。母譲りのしっかり者でだらしない父を咎めている。本人は知らないが魔物と人間のハーフに当たる。
ビャクレン・グランバーグ
オウレンの弟でアウラの叔父。トシミナの現王を勤めている。
カーヴァス・ブルー
トシミナの軍部最高責任者。
ハーケン・アルヴァ&ネモ・アルヴァ
イージスの両親。

## 用語
ビジョンオーブ
舞台となる世界の人間全員に装着が義務付けられている小型の装置。中央の玉は眼球のような模様をしている。
装着者が見た映像を記録し、その映像をビジョンセントラルに転送する現実世界で言えば監視カメラに当たる。
ビジョンセントラル
ビジョンオーブから送信された映像を映し出す球体状の巨大な装置で、現実世界でいう監視カメラで映されたテレビに当たる。
街中（主に広場や教会等）に設置されており、この装置が受信した映像を基に、「罪」にあたる可能性のある行為が映されていた場合、人々は映像から得られた情報から有罪か無罪かの判断を行う。
元々この制度は罪人の罪の意識に集まる特異マナを、罪人と認定した人物に向かわせ、執行者に断罪させることで、ケシンの誕生を防ぐために行われた。
制裁の祈り
「罪」の疑いがある行為について、「罪」にあたる、即ち有罪だと判断した者達がビジョンオーブを通してこれを行う事が出来る。これが一定量に達すると「罪」と認定される。
咎我人（とがびと）
罪の刻印を刻まれた罪人の事。
執行者
咎我人を断罪する者達。
有罪となり、「罪の刻印」が刻まれた咎我人を断罪する為に、人々の執行の祈りをビジョンオーブに集約し、そこに生じたマナによって生み出され、咎我人の前に現れる。咎我人の把握は早く、刻印が刻まれた直後に現れる。
咎我鬼（とがおに）
世界から忌み嫌われ、憎まれる存在。
罪の刻印
制裁の祈りが一定数捧げられた事で、ビジョンオーブが割れて変化し、「罪」を認定された者の体の一部に刻まれる刻印。刻まれる位置は罪の内容によって異なる。
ブラッドシンの刻印
咎我人が罪を背負う覚悟を持ち、ヴィシャスによる選定を乗り越えた際に、罪の刻印が変化して刻まれる刻印。形状は人によって異なる。この刻印から出現する魔法陣からブラッドシンを取り出す事が出来る。
ブラッドシン
咎我人が受け入れた罪を自身の血肉に宿し、武器として具現化したもの。ブラッドシンの刻印が発する魔法陣から取り出して使用する。
ケシン
獣の姿をした、咎我人を喰らって一つの命となる存在。罪の刻印が刻まれた部分を切り落とす等して、執行者による断罪を逃れた者に課せられる呪いのようなもので、喰われた者もケシンと化す。
元々この世界は罪人の罪の意識の特異マナによるケシン化の呪いが施されていたのだが、ビジョンオーブの制度が作られてからは、基本的に新たなケシンは誕生しなくなっているが前述の方法で稀に新たなケシンが誕生していることもある。
暴牙
現代より数世紀前にあった厄災。
神
暴牙に対抗すべく人為的に生み出された、強い力を持つ器の人間のこと。人間として安定したのはキャスクとミラのみである。
大樹
暴牙によって荒れた大地を間引き残った正常な大地を守るための結界を張る四つの大樹。パスカ、イアハート、グラスバレーの名を持つが、あと一つの名前は今のところ不明。

## アニメ
『テイルズ オブ クレストリア―咎我ヲ背負いて彼は発つ―』（テイルズ オブ クレストリア とがをせおいてかれはたつ）のタイトルで2020年10月18日に放送された短編3Dアニメーション。同日20時からTOKYO MXにて、同22時30分からBS11において、それぞれ原作ゲームを紹介する特別番組内で初放送された。番組内でWEB公開が公表され、同日夜11時からYouTubeにて全世界的に公開された。またABEMAアニメチャンネルやニコニコ動画でも公開され、10月23日からはキャストによるオーディオコメンタリー版も追加公開された。全1話。

### スタッフ
- 原作 - バンダイナムコエンターテインメント[7]
- シナリオ原案 - 熊谷純[7]
- 監督 - 横嶋俊久
- キャラクターデザイン - 藤島康介、いのまたむつみ、小林美由紀、奥村大悟[7]
- コンセプトミュージック - 中田ヤスタカ[7]
- アニメーション制作 - 神風動画[7]

## 関連作品

### 漫画
テイルズ オブ クレストリア 咎我人の罪歌
『マガジンポケット』2022年12月4日から2025年2月23日まで連載。作画は綾杉つばき、シナリオは熊谷純。
- バンダイナムコエンターテインメント（原作）・熊谷純（シナリオ）・綾杉つばき（漫画）『テイルズ オブ クレストリア 咎我人の罪歌』講談社〈シリウスKC〉、既刊6巻（2024年11月8日現在）
  1. 2023年1月17日発売[8][9]、ISBN 978-4-06-530461-7
  2. 2023年6月8日発売[10]、ISBN 978-4-06-531979-6
  3. 2023年10月6日発売[11]、ISBN 978-4-06-533361-7
  4. 2024年2月8日発売[12]、ISBN 978-4-06-534573-3
  5. 2024年5月9日発売[13]、ISBN 978-4-06-535735-4
  6. 2024年11月8日発売[14]、ISBN 978-4-06-537341-5

## 他作品への出演
テイルズ オブ ザ レイズ
カナタ、ミゼラ、ヴィシャス、イージスが登場。